# Lauscha
Lauscha è una città di 3 145 abitanti della Turingia, in Germania.
Appartiene al circondario (Landkreis) di Sonneberg (targa SON) ed è indipendente delle comunità amministrative (Verwaltungsgemeinschaft).